# Lệ Thu
Lệ Thu (tên khai sinh: Bùi Thị Oanh, tên thánh: Cecilia, 16 tháng 7 năm 1943 − 15 tháng 1 năm 2021), là một nữ ca sĩ Việt Nam, một trong những giọng ca nổi tiếng của nền tân nhạc Việt Nam. Tiếng hát của Lệ Thu tuy không gắn với một nhạc sĩ nào, nhưng bà là người trình bày rất thành công nhiều ca khúc của Phạm Duy, Cung Tiến, Đoàn Chuẩn, Trịnh Công Sơn, Phạm Đình Chương, Trường Sa... cũng như nhiều nhạc phẩm tiền chiến và tình khúc 1954–1975 khác. Trước 1975, giọng hát Lệ Thu còn được gọi là "Giọng hát vàng mười" hoặc "Giọng ca vàng ròng".

## Tiểu sử và sự nghiệp
Lệ Thu nguyên danh là Bùi Thị Oanh, thánh danh Cecilia, sinh ngày 16 tháng 7 năm 1943 tại Hải Phòng, sau này bà và mẹ bà di cư từ Hải Phòng lên Hà Đông sinh sống, còn bố bà vẫn ở lại Hải Phòng. Bố bà là người Hải Phòng, vốn là một chức việc nhỏ của làng Đông Xá (nay là xã Đoàn Xá), huyện Kiến Thụy, thành phố Hải Phòng. Mẹ bà cũng là người Hải Phòng và là vợ lẽ. Bố bà là quan nhỏ trước Cách mạng tháng tám. Bố mẹ Lệ Thu sinh được tám người con nhưng bảy người con đầu đều qua đời vào năm lên ba tuổi, vì thế Lệ Thu là người con duy nhất còn lại trong gia đình. Mẹ bà là người vợ thứ hai; vì những khó khăn do người vợ cả gây cho nên năm 1953 Lệ Thu cùng mẹ vào Nam Kỳ sinh sống.
Năm 1959, trong khi đang theo học bậc trung học Pháp tại trường Les Lauriers (Tân Định, Quận 1), trong một lần đến phòng trà Bồng Lai nghe nhạc, do sự khuyến khích của bạn bè, Lệ Thu bước lên sân khấu trình bày nhạc phẩm Dang dở. Ngay sau đó, ông chủ phòng trà đã mời Lệ Thu ký giao kèo biểu diễn. Cũng từ đó bà lấy nghệ danh Lệ Thu. Trong một cuộc phỏng vấn, bà cho biết: "Tôi lấy tên Lệ Thu vì tôi giấu gia đình. Thật ra tên đó nó không có trong tiềm thức của tôi nhưng tự nhiên nó bật ra, tôi không hiểu từ đâu". Sau khi nhận lời cộng tác với phòng trà Bồng Lai, Lệ Thu vẫn tiếp tục đi học nhưng một thời gian sau bà quyết định nghỉ học để theo đuổi con đường ca hát.
Theo sau Bồng Lai, Lệ Thu cộng tác với Trúc Lâm Trà Thất của nhạc sĩ Mạnh Phát và kế đó là vũ trường Tự Do vào năm 1962. Thời kỳ đó Lệ Thu thường trình bày những nhạc phẩm lời tiếng Pháp và tiếng Anh, nổi bật nhất là các bản như La Vie en rose, La mer, A Certain Smile, Love Is a Many-Splendored Thing... Cũng thời gian đó Lệ Thu thành hôn với một người tên Sơn vốn đi học ở Pháp về.
Lệ Thu dần nổi tiếng và trở thành một ca sĩ quan trọng của các vũ trường lớn ở Sài Gòn. Trong những năm 1968 đến 1971, tiếng hát Lệ Thu là một trong những yếu tố đưa khách đến với các vũ trường Queen Bee, Tự Do và Ritz. Năm 1968, Lệ Thu về cộng tác với chương trình Jo Marcel tại vũ trường Queen Bee. Ngoài việc đi hát hàng đêm bà còn ký giao kèo thu thanh băng nhạc cho Jo Marcel, khởi đầu cho một thời kỳ vàng son nhất trong cuộc đời đi hát. Đến giữa năm 1969, Lệ Thu cùng với chương trình Jo Marcel dời về vũ trường Ritz trên đường Trần Hưng Đạo. Năm 1970, Lệ Thu trở lại với vũ trường Tự Do cho đến khi vũ trường này bị đánh bom hơn một năm sau.
Lệ Thu tham gia các chương trình ca nhạc trên các đài phát thanh Sài Gòn, Quân đội và Mẹ Việt Nam, đồng thời thu âm cho nhiều băng nhạc. Cùng với Khánh Ly, Thanh Thúy (ca sĩ sinh 1943), Thái Thanh, Lệ Thu là một trong những ca sĩ nổi tiếng nhất của Sài Gòn cho tới trước sự kiện 30 tháng 4 năm 1975. Sau cuộc hôn nhân đầu đổ vỡ, Lệ Thu kết hôn với ký giả Hồng Dương nhưng hai người chia tay sau khi có một con gái tên Thu Uyển.
Trong sự kiện tháng 4 năm 1975, Lệ Thu quyết định ở lại Việt Nam vì còn mẹ, dù ngày 28 tháng 4 bà đã tới phi trường, bước chân đến máy bay nhưng rồi quay về. Lệ Thu gia nhập đoàn kịch Kim Cương để đi trình diễn. Thời gian đó Lệ Thu hát những ca khúc nhạc mới và cũng có những thành công như bài Hà Nội niềm tin và hy vọng của Phan Nhân. Khoảng năm 1978, Lệ Thu có mở một hàng cà phê mang tên con gái út là Thu Uyển trên đường Phan Tôn, Tân Định với sự cộng tác của Thanh Lan và nhạc sĩ Lê Văn Thiện.
Tháng 11 năm 1979, Lệ Thu cùng con gái út vượt biển đến Pulau Bidong, Malaysia, sau đó sang Hoa Kỳ vào giữa năm 1980. Hai năm sau hai người con gái lớn của Lệ Thu cũng vượt biên và đoàn tụ với Lệ Thu tại miền Nam California.
Tại Hoa Kỳ, Lệ Thu tiếp tục đi hát, tái ngộ với khán giả trong một buổi trình diễn đặc biệt do nhạc sĩ Nam Lộc tổ chức tại Beverly Hills. Sau đó bà cộng tác cùng các vũ trường như Tự Do, Làng Văn và Maxim's. Năm 1981, Lệ Thu thực hiện băng nhạc đầu tiên của mình ở hải ngoại mang tên Hát trên đường tử sinh. Tiếp theo là những băng Thu hát cho người gồm nhiều ca khúc đã gắn liền với tên tuổi của bà.
Sau khi con cái trưởng thành và lập gia đình, Lệ Thu sống một mình ở thành phố Fountain Valley, California. Ngày 22 tháng 6 năm 2007, Lệ Thu tham gia chương trình đêm nhạc Trịnh Rơi lệ ru người theo ý tưởng của cháu gái Trịnh Công Sơn là Tib Hoàng, cùng với các ca sĩ Việt Nam như Hồng Nhung, Mỹ Linh, Quang Dũng, Cẩm Vân, Thu Minh, Nguyên Thảo và đạo diễn Phạm Hoàng Nam. Ngày 26 tháng 6 năm 2009, Lệ Thu trở lại thăm Houston sau 3 năm và cùng giọng ngâm Bạch Hạc tổ chức đêm nhạc thính phòng theo yêu cầu của khán thính giả ái mộ tại địa phương. Tại Việt Nam, Hãng phim Phương Nam có phát hành một số CD tiếng hát Lệ Thu.
Ngày 30 tháng 12 năm 2020, Lệ Thu nhập viện cấp cứu vì COVID-19. Đến 19h ngày 15 tháng 1 năm 2021 (giờ California, Hoa Kỳ), bà qua đời.
Trần Thị Cẩm Tú - con gái đầu của danh ca Lệ Thu qua đời hôm 22/3 sau thời gian chống chọi với ung thư. Gia đình cho biết vào cuối năm 2020, bệnh bà trở nặng, bác sĩ nhận định thời gian sống không còn dài. Hưởng thọ 62 tuổi.

## Băng nhạc, CD Lệ Thu
1. 10/09/1969: Lệ Thu với dàn nhạc Jo Marcel, thâu live tại phòng trà
2. 04/07/1971: Tiếng hát Lệ Thu 1
3. 19/12/1973: Tiếng hát Lệ Thu 2 [7]
4. 12/1974: Sơn Ca 9: Lệ Thu và những tình khúc tiền chiến [8]
5. 1981: Lệ Thu - Hát trên đường tử sinh
6. 1981: Thúy Nga - Những tình khúc biệt ly, thực hiện tại Paris
7. 1983: Shotguns 69 - Thu hát cho người
8. 1985: Thanh Lan 38 - Đường em đi (Mai Khanh 17 - Em lễ chùa này)
9. 1987: Giáng Ngọc 29 - Dạ khúc cho tình nhân (Khúc tango sầu)
10. 1988: Giáng Ngọc 58 - Thuyền viễn xứ (Về miền trung)
11. 1990: Lệ Thu 1 - Tưởng niệm
12. 1990: Lệ Thu 2 - Lời buồn thánh [9]
13. 1992: Phượng Nga 14 - Nước mắt mùa thu
14. 1994: Lệ Thu - Dạ khúc (Mối tình xa xưa)
15. 1998: Lệ Thu - Lặng nhìn ta thôi, tình khúc Diệu Hương
16. 1999: Ca Dao 64 - Những tình khúc bất hủ
17. 2000: Làng Văn CD 320 - Hoài cảm
18. 2001: Lệ Thu - Như một tác phẩm để đời 1 và 2
19. 2004: Lệ Thu - Như một tác phẩm để đời 3 và 4
20. 2005: Lệ Thu - Những nụ mầm mới, Tình ca Trịnh Công Sơn
21. 2006: Lệ Thu - Cuối trời mây trắng bay
22. 2008: PNF  - Mùa thu cho em (Lệ Thu vol. 1)
23. 2009: PNF  - Hoài niệm (Lệ Thu vol. 2)
24. 2013: PNF - Lệ Thu hát Tình ca Phạm Duy (2 CD)
25. 2016: Lệ Thu - Cao cung lên
26. 2017: PNF - Trong giấc mơ, nhạc Trường Sa và Vũ Thành An
27. Bích Thu Vân - Vọng ngày xanh - Như một tác phẩm để đời 5

- Thâu đĩa 45 vòng cho các hãng Dĩa Hát Việt Nam, Sóng Nhạc, Sơn Ca, Tình Ca Quê Hương, Dư Âm, Nhạc Ngày Xanh, Capitol.
- Thâu băng cho các chương trình Shotguns, Thanh Thúy, Phạm Mạnh Cương, Diễm Ca, Nhã Ca, Thương Ca, Việt Nam, Cỏ May-Duy Khánh, Continental-Premier, Nhạc Trẻ, Song Ngọc, Siêu Âm, Bảo Thu, Anh Việt Thu, Trần Ngọc Đức, Jo Marcel, Mây Hồng.

Cùng các ca sĩ khác:
1. 10/09/1969: Jo Marcel 10, thâu live tại phòng trà, với Khánh Ly, Jo Marcel
2. 29/10/1969: Mây Hồng 1 - Tình thiên thu, tình khúc Y Vân và Y Vũ, với Khánh Ly
3. 29/11/1969: Mây Hồng 2 - 18 Tuyệt phẩm trữ tình, với Khánh Ly, Uyên Phương, Thanh Lan
4. 31/07/1971: Jo Marcel đặc biệt: Lệ Thu - Khánh Ly
5. 24/10/1971: Lệ Thu - Tứ Quý, với Khánh Ly, Duy Trác và Tuấn Ngọc [8]
6. 10/01/1975: Thương Ca 10, với Khánh Ly, Thanh Thúy, Sơn Ca
7. 1984: Tú Phương 4 - Một thoáng hương xưa, với Tuấn Ngọc
8. 1984: Nguyễn Tất Nhiên 1 - Những năm tình lận đận, với Khánh Ly, Duy Quang và Sĩ Phú
9. 1984: Đời 5 - Một đời yêu anh. với Khánh Ly, Thanh Thúy, Hải Lý
10. 1984: Đời 6 - Đêm dạ vũ thứ nhất. với Khánh Ly, Thanh Thúy, Hải Lý, Kim Anh
11. 1985: Làng Văn - Như cánh vạc bay - với Khánh Ly
12. 1985: Thanh Lan 24 - Tứ quý, với Khánh Ly, Hương Lan và Kim Anh
13. 1986: Thanh Lan 85 - Đêm hạ hồng, với Khánh Ly và Thanh Phong
14. 1986: Thanh Lan 93 - Tình không biên giới, với Khánh Ly và Sĩ Phú
15. 1988: Làng Văn 62 - Tình cũ mười năm (Bài tình ca mùa đông), với Sĩ Phú, Thanh Hoàng [10]
16. 1988: Thanh Lan 111 - Lãng tử, với Elvis Phương, Duy Quang và Kim Anh
17. 1989: Ngọc Minh 11 - Chiều một mình qua phố, với Khánh Ly, Ngọc Minh và Ngọc Lan
18. 1991: Kim Ngân CD 1 - Lệ đá, với Khánh Ly và Kim Anh
19. 1994: Song Nguyễn 6 - Cánh hoa duyên kiếp, với Khánh Ly
20. 1996: Hoàng Lan 9 - Hạt mưa buồn, với Khánh Ly
21. 2001: Làng Văn CD 350 - Tiếng hát Lệ Thu - Sĩ Phú
22. 2018: Asia CD 397 - Lệ Thu & Khánh Ly - Những tình khúc chọn lọc
23. Ca Dao CD 128 - Tình lỡ, với Sĩ Phú

## Trình diễn trên sân khấu tại hải ngoại

### Trung tâm Thúy Nga

#### Chương trình Paris By Night
| STT | Tiết mục                                      | Thể hiện với | Chương trình       | Năm  |
| --- | --------------------------------------------- | ------------ | ------------------ | ---- |
| 1   | Thung Lũng Chim Bay (Việt Dzũng)              | đơn ca       | Paris By Night 4   | 1987 |
| 2   | Rồi Mai Tôi Sẽ Đưa Em Về Nhà (Phạm Duy)       | đơn ca       | Mùa Xuân Nào Ta Về | 1992 |
| 3   | Thuyền Viễn Xứ (Phạm Duy, Hà Huyền Chi)       | đơn ca       | Paris By Night 30  | 1995 |
| 4   | Chiếc Lá Cuối Cùng (Tuấn Khanh)               | đơn ca       | Paris By Night 64  | 2002 |
| 5   | Xin Còn Gọi Tên Nhau (Trường Sa)              | đơn ca       | Paris By Night 70  | 2003 |
| 6   | Nước Mắt Mùa Thu (Phạm Duy)                   | đơn ca       | Paris By Night 72  | 2004 |
| 7   | Mái Tóc Dạ Hương (Nguyễn Hiền)                | đơn ca       | Paris By Night 74  | 2004 |
| 8   | Hải Ngoại Thương Ca (Nguyễn Văn Đông)         | đơn ca       | Paris By Night 77  | 2005 |
| 9   | Lời Cảm Ơn (Ngô Thụy Miên, Hạ Đỏ Bích Phượng) | Hơp Ca       | Paris By Night 77  | 2005 |
| 10  | Chiều Tím (Đan Thọ, Đinh Hùng)                | đơn ca       | Paris By Night 81  | 2006 |

#### Thúy Nga Music Box
| STT | Tiết mục                                                        | Thể hiện với                   | Chương trình           | Năm  |
| --- | --------------------------------------------------------------- | ------------------------------ | ---------------------- | ---- |
| 1   | Trăng Sơn Cước (Văn Phụng, Văn Khôi)                            | Phương Hồng Quế, Trần Thái Hòa | Thúy Nga Music Box #26 | 2021 |
| 2   | Xin Còn Gọi Tên Nhau (Trường Sa)                                | đơn ca                         | Thúy Nga Music Box #26 | 2021 |
| 3   | Chiều Tím (Đan Thọ, thơ: Đinh Hùng)                             | đơn ca                         | Thúy Nga Music Box #26 | 2021 |
| 4   | Mưa Sài Gòn, Mưa Hà Nội (Phạm Đình Chương, thơ: Hoàng Anh Tuấn) | Phương Hồng Quế, Trần Thái Hòa | Thúy Nga Music Box #26 | 2021 |

#### Trung tâm Asia
| STT | Tiết mục | Thể hiện với  | Chương trình | Năm  |
| --- | --- | ------------- | ------------ | ---- |
| 1   | Xin Còn Gọi Tên Nhau (Trường Sa) | đơn ca        | ASIA 1       | 1992 |
| 2   | Bài Không Tên Số 7 (Vũ Thành An) | solo          | ASIA 4       | 1994 |
| 3   | Hướng về Hà Nội (Hoàng Dương) | đơn ca        | ASIA 5       | 1994 |
| 4   | Liên khúc Nhìn những mùa thu đi, Nắng thủy tinh (Trịnh Công Sơn)                                                                             | Khánh Ly      | ASIA 8       | 1995 |
| 5   | Hoài cảm (Cung Tiến) | đơn ca        | ASIA 13      | 1996 |
| 6   | Bản tình cuối (Ngô Thụy Miên) | đơn ca        | ASIA 27      | 1999 |
| 7   | Hương xưa (Cung Tiến) | đơn ca        | ASIA 28      | 2000 |
| 8   | Sài Gòn niềm nhớ không tên (Nguyễn Đình Toàn)                                                                                                | đơn ca        | ASIA 32      | 2001 |
| 9   | Giấc mơ hồi hương (Vũ Thành) | đơn ca        | ASIA 34      | 2001 |
| 10  | Tôi đi tìm lại một mùa xuân (Đoàn Nguyên) | đơn ca        | ASIA 39      | 2002 |
| 11  | Liên khúc Hướng về Hà Nội (Hoàng Dương), Thương về miền Trung (Duy Khánh), Đêm nhớ về Sài Gòn (Trầm Tử Thiêng), Giấc mơ hồi hương (Vũ Thành) | Thanh Thúy    | ASIA 46      | 2005 |
| 12  | Đêm đông (Nguyễn Văn Thương & Kim Minh) | Diễm Liên     | ASIA 48      | 2005 |
| 13  | Mắt lệ cho người (Từ Công Phụng) | Từ Công Phụng | ASIA 49      | 2005 |
| 14  | Bài tình ca mùa đông (Trầm Tử Thiêng) | Dạ Nhật Yến   | ASIA 51      | 2006 |
| 15  | Liên khúc Xin còn gọi tên nhau, Một mai em đi (Trường Sa)                                                                                    | Diễm Liên     | ASIA 55      | 2007 |
| 16  | Thư xuân hải ngoại (Trầm Tử Thiêng) | đơn ca        | ASIA 60      | 2008 |
| 17  | Liên khúc Diễm xưa, Hạ trắng (Trịnh Công Sơn)                                                                                                | Thiên Kim     | ASIA 65      | 2010 |
| 18  | Liên khúc Nước mắt mùa thu, Mùa thu chết (Phạm Duy)                                                                                          | Hoàng Anh Thư | ASIA 69      | 2012 |
| 19  | Cát bụi tình xa (Trịnh Công Sơn) | Thiên Kim     | ASIA 75      | 2014 |
| 20  | Nếu vắng anh (Anh Bằng) | solo          | ASIA 77      | 2015 |
| 21  | Đêm nhớ trăng Sài Gòn (Phạm Đình Chương, Du Tử Lê)                                                                                           | solo          | ASIA 82      | 2018 |

### Đài SBTN
| STT | Tiết mục                                        | Thể hiện với | Chương trình             | Năm  |
| --- | ----------------------------------------------- | ------------ | ------------------------ | ---- |
| 1   | Thuyền Viễn Xứ (thơ: Huyền Chi, nhạc: Phạm Duy) | đơn ca       | SBTN VOICE Đêm Chung Kết | 2019 |
| 2   | Bản Tình Cuối (Ngô Thụy Miên)                   | đơn ca       | Những Ngày Xưa Thân Ái   | 2020 |